# ليو بروير (ملحن)
ليو بروير هو عازف قيثارة وملحن كوبي، ولد في 1 مارس 1939 في هافانا في كوبا.

## المشوار المهني الموسيقي

### السنوات المبكرة
ولد براور في هافانا . عندما كان عمره 13 عامًا، بدأ الإيتار الكلاسيكي بتشجيع من والده، الذي كان عازف هاوي عل الإيتار. كان مدرسه إسحاق نيكولا، الذي كان طالبًا لإميليو بويول ، وكان هو نفسه طالبًا لتارايغا. عندما كان عمره 17 عامًا، قام بأداء حفلته الأولى وبدأ تأليفه. 
ذهب براور إلى الولايات المتحدة لدراسة الموسيقى في كلية هارت للموسيقى بجامعة هارتفورد، ثم في مدرسة جويليارد ،  حيث درس تحت قيادة فنسنت بيرشيتي وشارك في دروس التأليف مع ستيفان وولف .

### نشاطات أخرى
لقد كان قائدًا للعديد من فرق الأوركسترا السيمفونية، بما في ذلك أوركسترا بي بي سي للحفلات الموسيقية، وأوركسترا برلين ، وأوركسترا قرطبة في إسبانيا. 
تشارك براور في مهرجان Concurso y Festival Internacional de Guitarra de la Habana (مهرجان الإيتار الدولي في هافانا) يسافر في كثير من الأحيان لحضور مهرجانات الجيتار في جميع أنحاء العالم، وخاصة إلى بلدان أمريكا اللاتينية الأخرى. 
بروير عضو في الحزب الشيوعي الكوبي. شغل العديد من المناصب الرسمية في كوبا، بما في ذلك قسم السينما التابع لمعهد السينما في كوبا.

## روابط خارجية
- ليو بروير على موقع IMDb (الإنجليزية)
- ليو بروير على موقع ميوزك برينز (الإنجليزية)
- ليو بروير على موقع أول ميوزيك (الإنجليزية)
- ليو بروير على موقع ديسكوغز (الإنجليزية)
- ليو بروير على موقع قاعدة بيانات الفيلم (الإنجليزية)